# Johann Zahn
Johann Zahn (auch Joanne Zahn; * 29. März 1641 in Karlstadt; † 27. Juni 1707) war ein deutscher Prämonstratenser-Chorherr, Philosoph, Optiker, Erfinder, Mathematiker und Autor verschiedenartiger Werke.

## Leben und Werk
Johann (oder Johannes) Zahn war Schüler von Caspar Schott in Würzburg. Sein Hauptarbeitsgebiet war die Optik inkl. der astronomischen Beobachtung. Zahn bezeichnete sich als Schüler des Astronomen Franz Griendel von Ach aus Nürnberg. Er war Professor der Mathematik an der Universität Würzburg. Außerdem war er Kanoniker im Prämonstratenserkloster Oberzell und von 1685 bis zu seinem Tod im Jahr 1707 Propst im Kloster Unterzell.

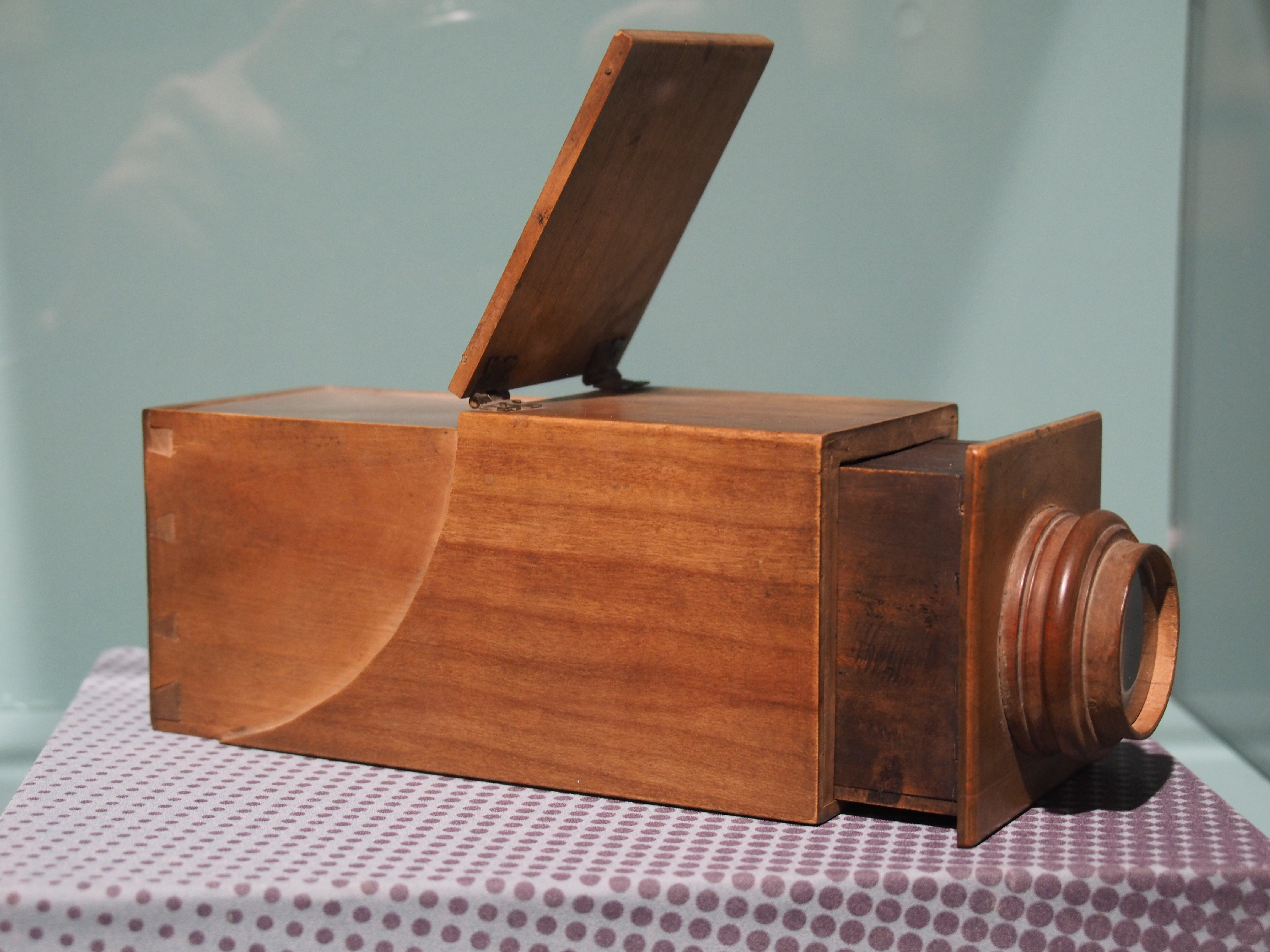
Goethes tragbare Camera obscura

Zahn ist vor allem für seine Forschungen auf dem Gebiet der Optik bekannt. Die von Johann Sturm 1676 entwickelte Spiegelreflexkamera mit aufrechtem Bild (Ablenkspiegel) entwickelte er weiter, indem er eine Teleskoplinse aus zwei Teilen (konvex und konkav) mit verschiedenen Brennweiten hintereinander setzte, sodass ein größeres Abbild entstand (Reflex Camera Obscura). Zudem strich er die Belichtungskammer schwarz an, um Reflexionen auszuschließen. Bis auf das Verschlusssystem stellt die Erfindung den Prototyp einer Fotokamera dar.
Im Jahre 1686 konstruierte er eine transportable Camera obscura. Ein Spiegel, der im Winkel von 45 Grad zur Linse im Inneren der Kamera angebracht war, projizierte das Bild nach oben auf eine Mattscheibe, wo es bequem abgezeichnet werden konnte. Das Bild konnte durch einen rechteckigen Auszug scharf gestellt werden. Ein Gerät gleicher Bauart benutzte auch Johann Wolfgang von Goethe auf seinen Reisen.
Sein Werk Specula physico – mathematico – historica notabilium war eine Zusammenfassung aller Naturwissenschaften. Das Buch Oculus artificialis teledioptricus sive telescopium war seinerzeit das Standardwerk auf dem Gebiet der Optik. Als im Jahre 1702 die zweite Auflage erschien, überraschte Zahn seine Leser mit umfangreichen Ergänzungen, die sein Buch für jeden Gelehrten und Instrumentenbauer unentbehrlich machten. Zahns Kompendium beginnt mit der Theorie der Optik, danach geht es mit den optischen Instrumenten weiter, wozu Mikroskope, Teleskope, Spiegel und Linsen gehören. Nun sprach Zahn das schwierige Thema der Glasauswahl und des Glasschleifens an, bevor er mit Schilderungen astronomischer Beobachtungen endete.

## Schriften

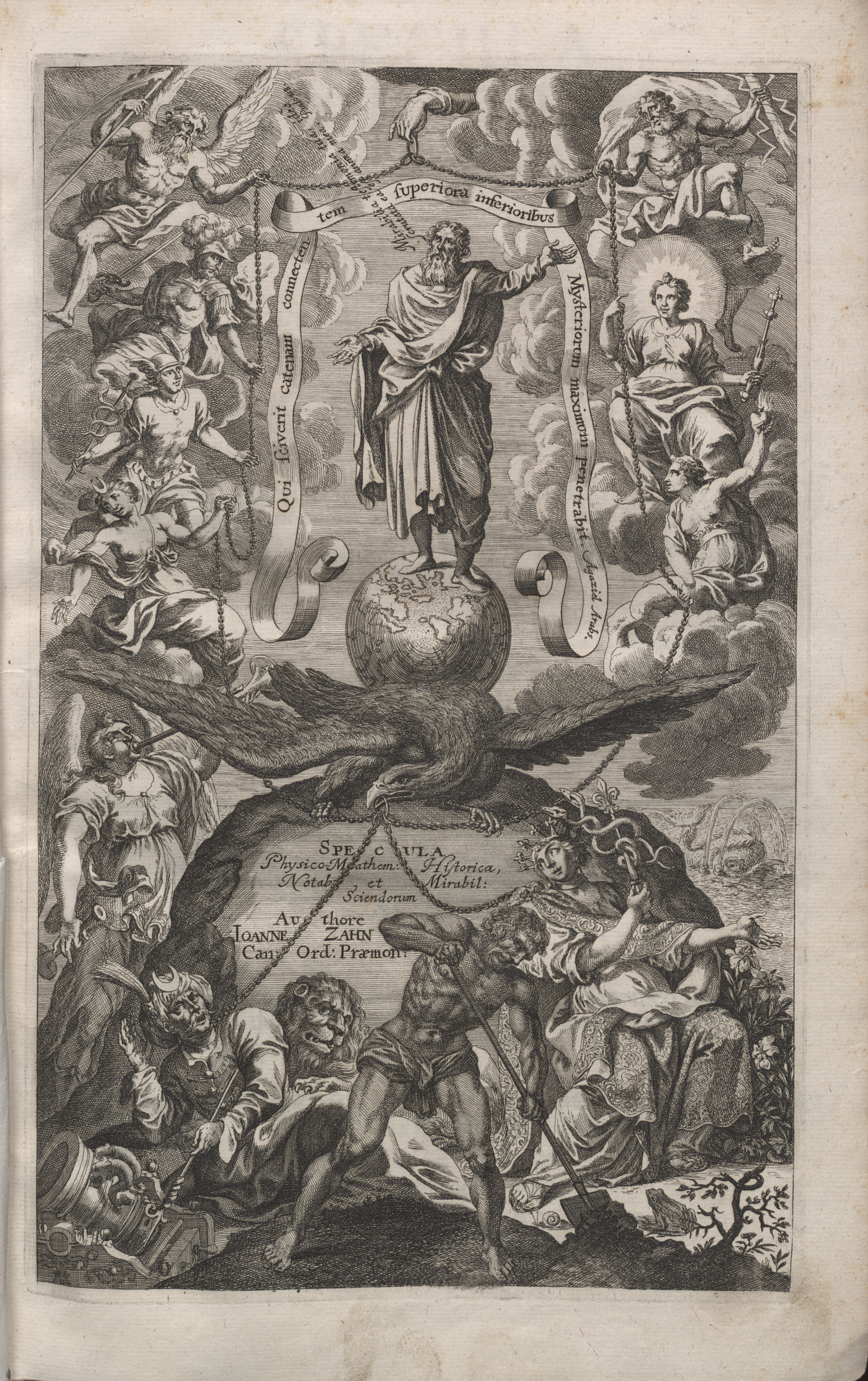
Specula physico-mathematico-historica

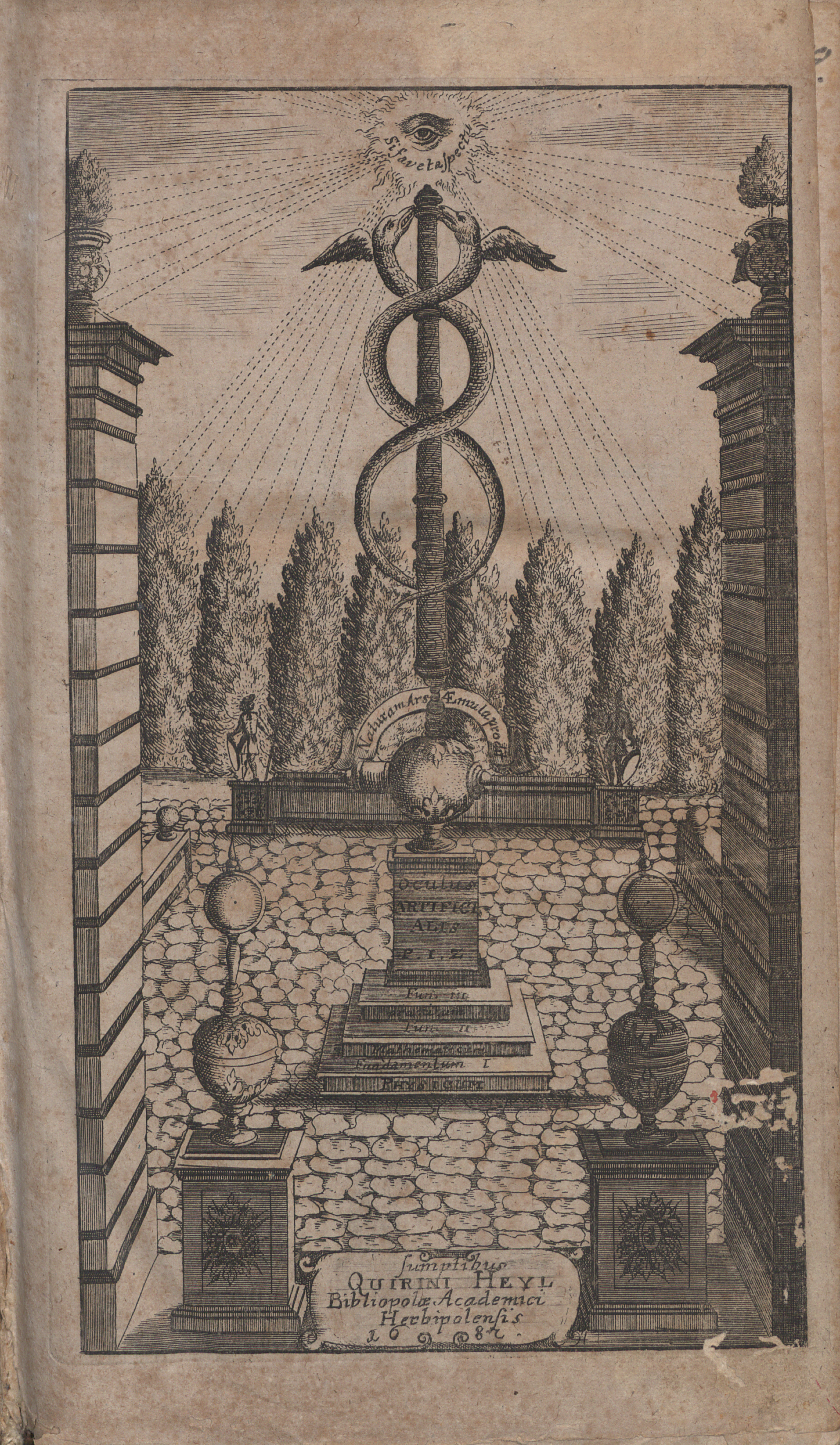
Oculus artificialis teledioptricus

- Specula physico-mathematico-historica notabilium ac mirabilium sive Mundi mirabilis in zwei Teilen (I: 448 Seiten; II: 460 S.), Nürnberg: Knorz 1696.
- Oculus artificialis teledioptricus sive telescopium, ex abditis rerum naturalium & artificialium principiis explicatum ac e' triplici fundamento, physico seu naturali, mathematico dioptrico et machanicoo, seu practito stabilitum. [3 vol.] Würzburg: Quirinus Heyl (1685–86).

### Bilder
Abbildungen in Specula physico – mathematico – historica notabilium:

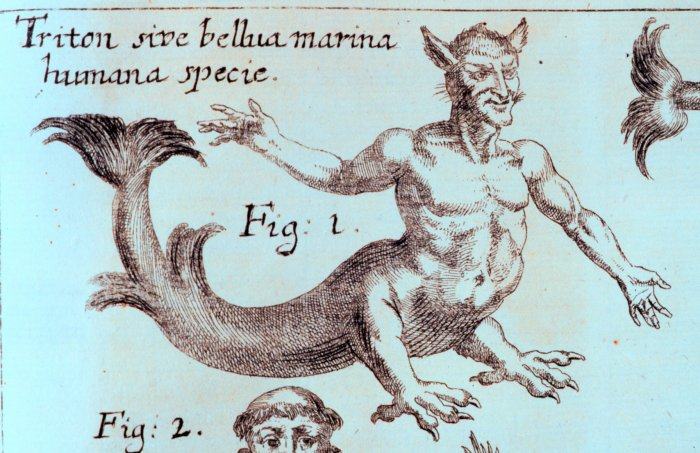
Meeresungeheuer
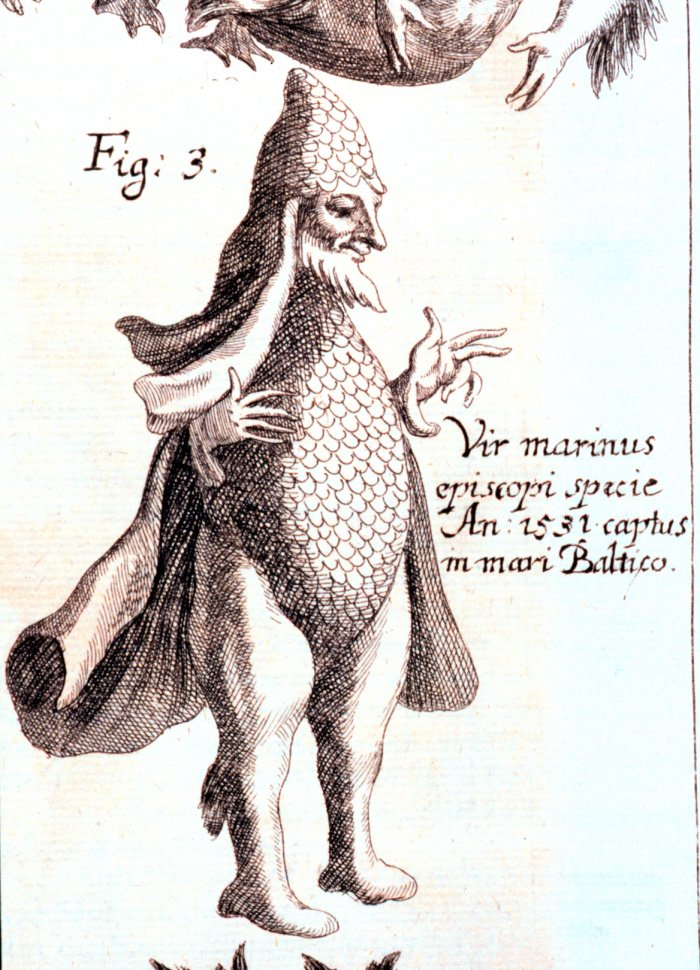
Seebischof
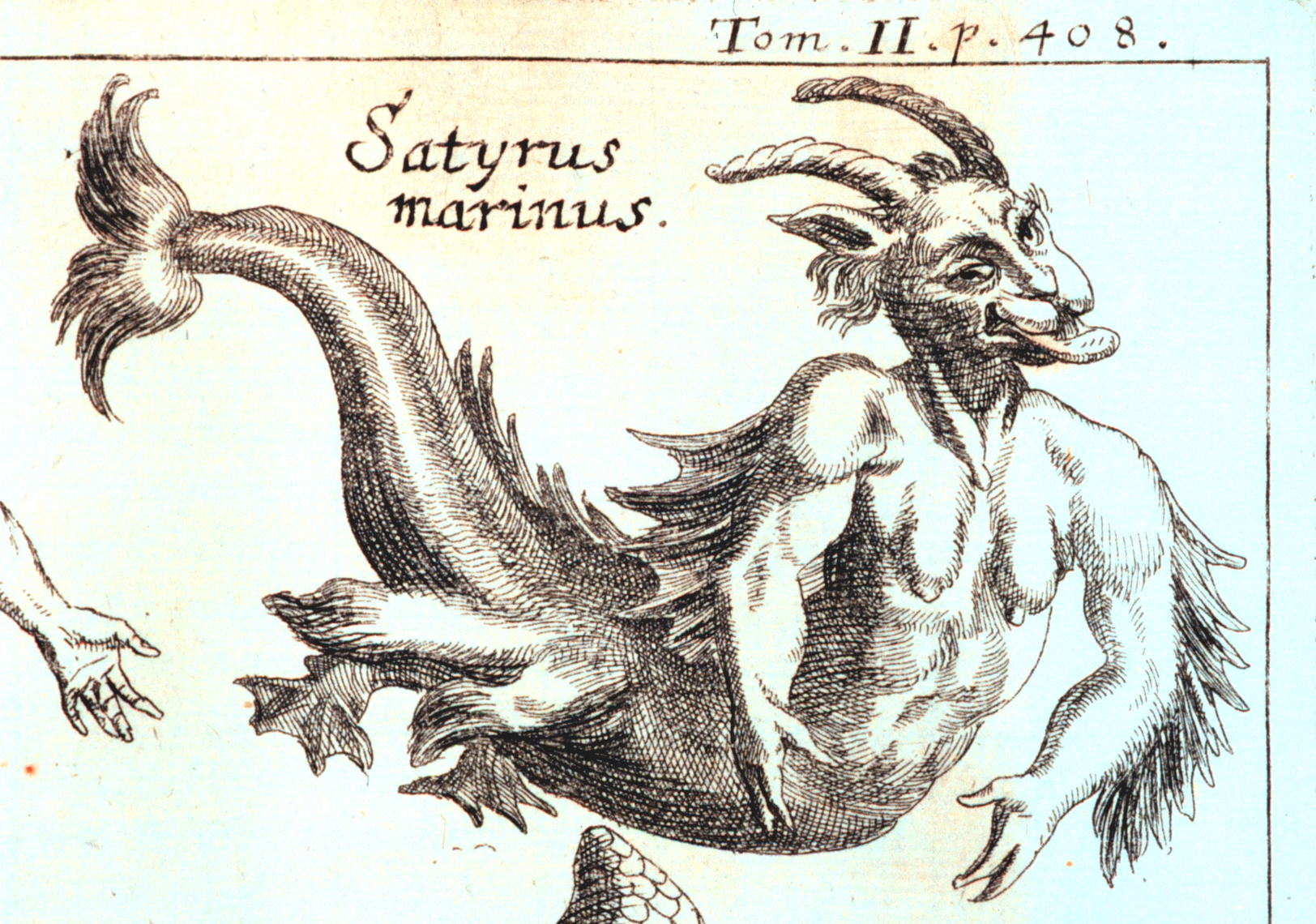
Satyr aus dem Meer
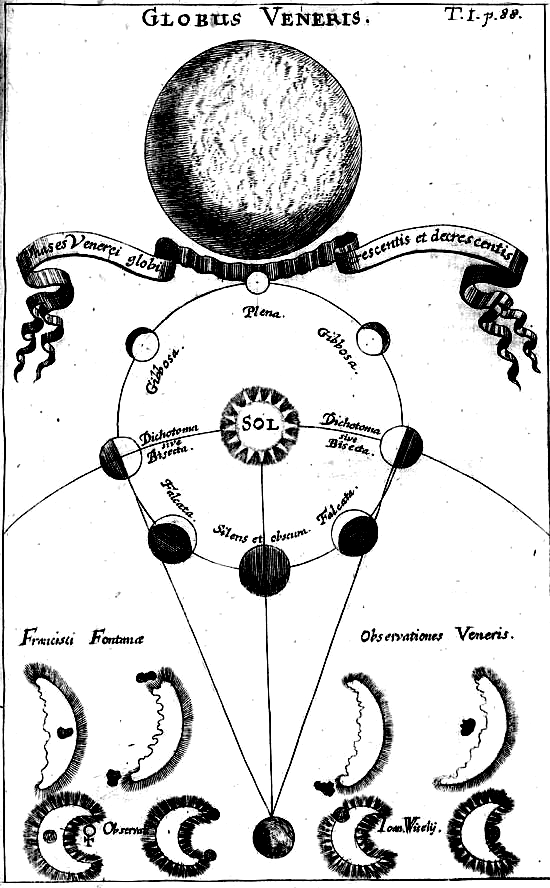
Globus der Venus
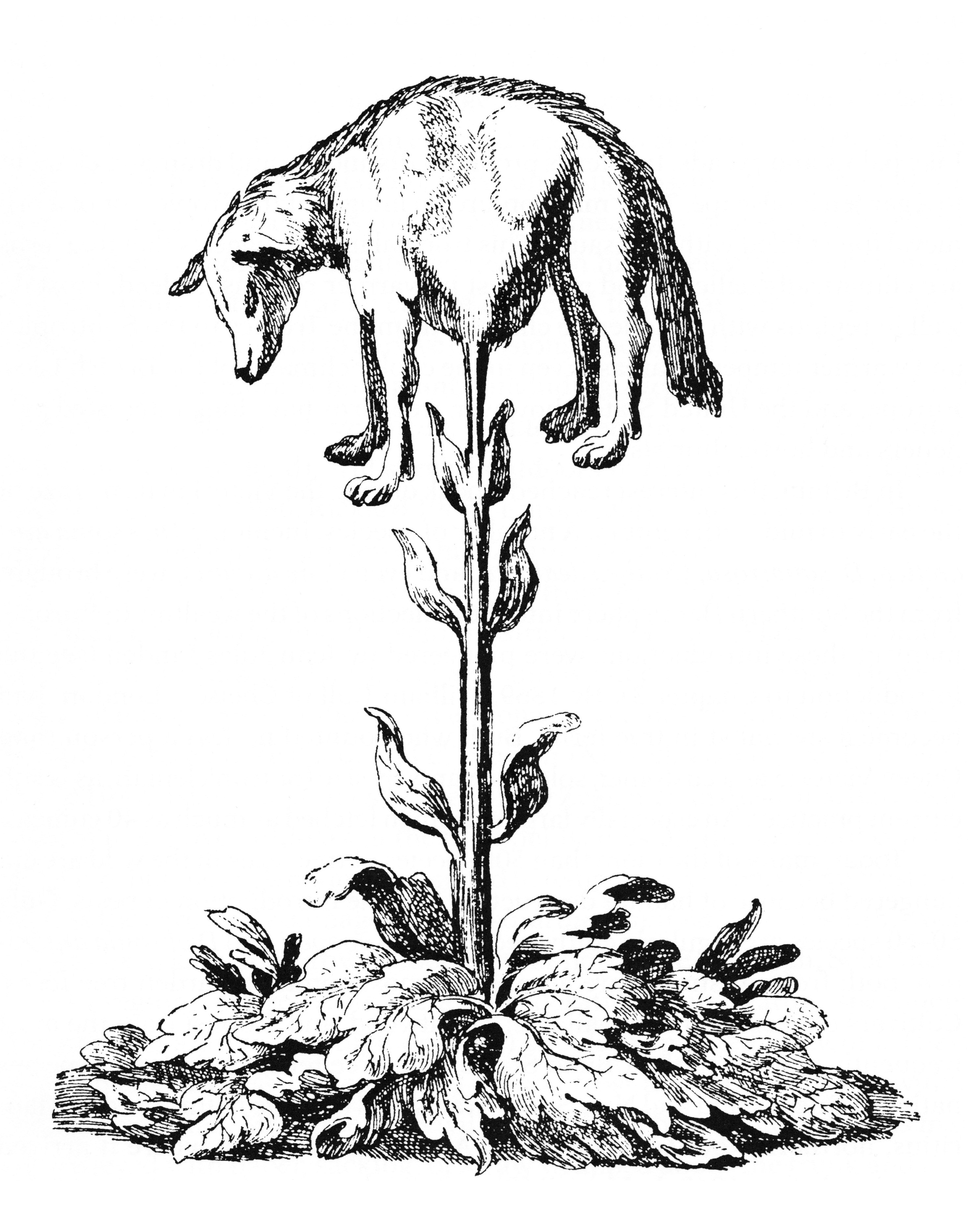
Gemüselamm